# Walckenaeria ruwenzoriensis
Walckenaeria ruwenzoriensis är en spindelart som först beskrevs av Holm 1962.  Walckenaeria ruwenzoriensis ingår i släktet Walckenaeria och familjen täckvävarspindlar. Inga underarter finns listade i Catalogue of Life.